# نايجل إيتون
نايجل إيتون (بالإنجليزية: Nigel Eaton)‏ هو عازف بيانو بريطاني، ولد في 3 يناير 1966 في لیندهرست ‏ في المملكة المتحدة.

## وصلات خارجية
- نايجل إيتون على موقع IMDb (الإنجليزية)
- نايجل إيتون على موقع ميوزك برينز (الإنجليزية)
- نايجل إيتون على موقع أول ميوزيك (الإنجليزية)
- نايجل إيتون على موقع ديسكوغز (الإنجليزية)
- نايجل إيتون على موقع قاعدة بيانات الفيلم (الإنجليزية)